# Will You Still Love Me Tomorrow?
«Will You Still Love Me Tomorrow?» —en español: «¿Aún me amarás mañana?»— es una versión interpretada por Amy Winehouse de la canción compuesta en 1960 por Gerry Goffin y Carole King, Will You Love Me Tomorrow. Interpretada originalmente por el grupo femenino The Shirelles, ese mismo año alcanzó el puesto n.º 1 en el Billboard Hot 100. Amy Winehouse utilizó esta versión de la canción para la banda sonora de Bridget Jones: The Edge of Reason. La canción también está incluida en el álbum recopilatorio Lioness: Hidden Treasures como el tercer sencillo oficial.

## Video
- Video oficial

- Datos: Q4019883